# Cakebeslag

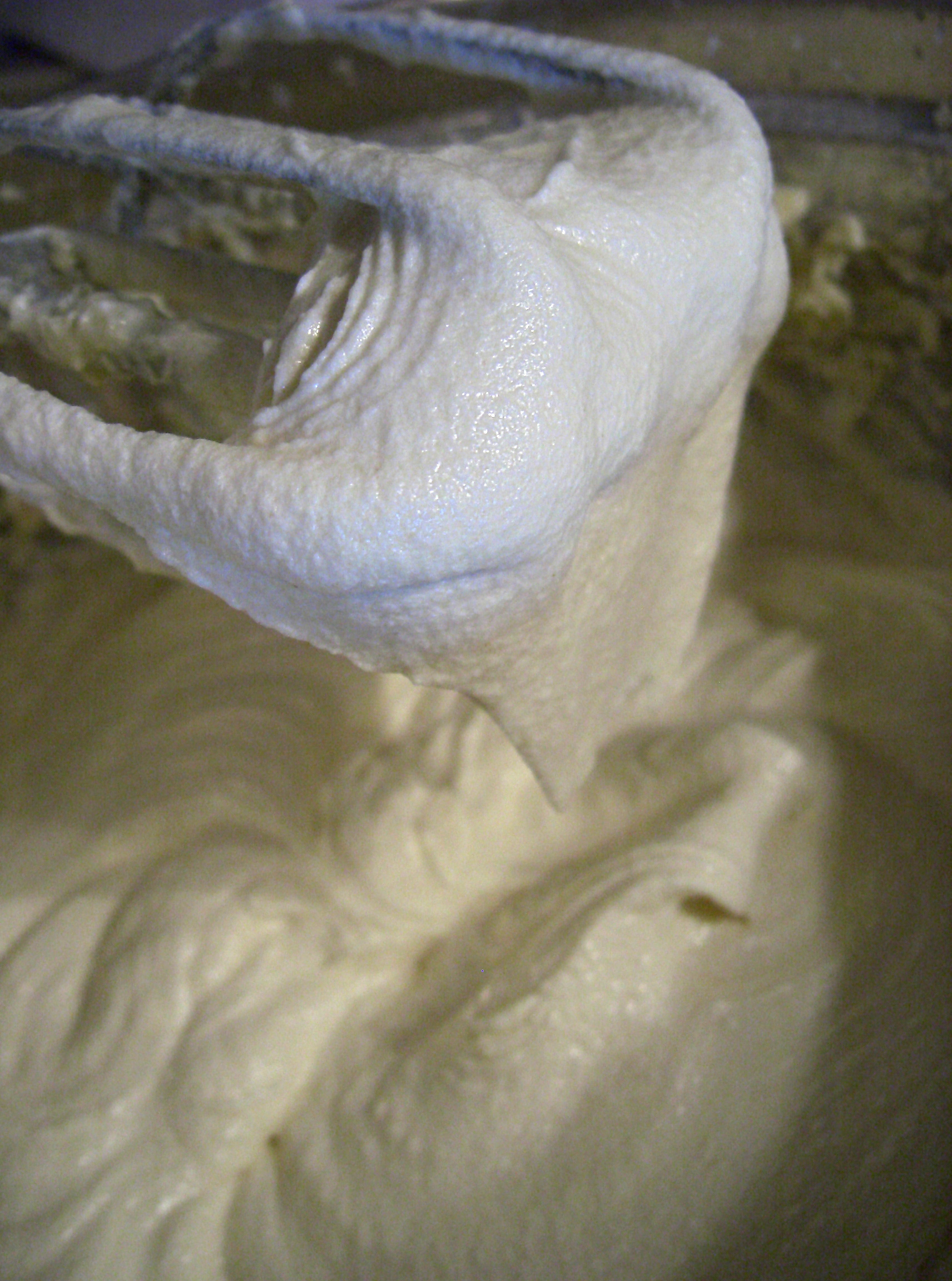
Cakebeslag

Cakebeslag is een semi-vloeibaar deeg voornamelijk gebruikt voor het bakken van cakes. Het geeft een zacht en luchtig gebak.
Cake bestaat (doorgaans) uit gelijke delen zelfrijzend bakmeel, eieren, suiker, boter (of margarine), en een kleine hoeveelheid zout. 
Wanneer bloem gebruikt wordt in plaats van zelfrijzend bakmeel moet er òf bakpoeder òf meer eieren toegevoegd worden. 
Bij de bereiding van cake is het belangrijk zo veel mogelijk lucht in het beslag te kloppen. In de eerste fase worden boter, suiker en zout geklopt, hierna wordt het meel met de eieren en smaakmakers geklopt en in de laatste fase wordt het meelmengsel met de botermengsel geschept om de lucht zo veel mogelijk in het deeg te houden.